# Таунсенд, Пит
Пи́тер (Пит) Де́ннис Блэ́ндфорд Та́унсенд (Та́унзенд; англ. Peter Dennis Blandford Townshend; род. 19 мая 1945, Лондон, Англия) — британский рок-музыкант, гитарист, певец, автор песен. Известен как основатель, лидер и автор почти всех песен группы The Who, называемой одной из наиболее влиятельных групп XX века.
Таунсенд написал более 100 песен для 12 студийных альбомов The Who. К ним относятся концептуальные альбомы, рок-оперы Tommy (1969) и Quadrophenia (1973), а также популярные популярные рок-радио-штампы, такие как Who's Next (1971); а также многие другие, которые появились как неальбомные синглы, бонус-треки на переизданиях и треки на раритетных сборниках, таких как Odds & Sods (1974). Он также написал более 100 песен, которые появились на его сольных альбомах, а также радиоджинглы и телевизионные тематические песни .
Хотя он известен прежде всего как гитарист, он также выступал как певец, клавишник, а также играл на других инструментах: банджо, аккордеон, губная гармошка, укулеле, мандолина, скрипка, синтезатор, бас-гитара и барабаны, записывая свои сольные альбомы, в The Who, в качестве приглашённого музыканта у других артистов.
Питер Таунсенд занял 10-е место в обновлённом списке 100 величайших гитаристов всех времён журнала Rolling Stone за 2011 год. Он и Роджер Долтри получил Премию Джорджа и Айры Гершвин за музыкальные достижения в Калифорнийском университете в Лос-Анджелесе 21 мая 2016 года. 
В 1983 году Таунсенд получил премию Brit Award за достижения всей жизни, а в 1990 году был включен в Зал славы рок-н-ролла как участник группы The Who. В 2001 году получил премию Grammy Lifetime Achievement Award как участник группы The Who. В 2008 году получил награду Kennedy Center Honors. Занял 10-е место в списке 50 лучших гитаристов Gibson.com 2011 года.
Британским журналом Classic Rock включён в список ста величайших гитаристов всех времён. Особенностью игры Таунсенда на электрогитаре является крайне широкий размах правой рукой при ударе — рука, будучи выпрямленной, вращается в плече и задевает струны в момент прохождения над ними.
Имеет серьёзные проблемы со слухом.

## Биография
Таунсенд родился в Чизвике (Западный Лондон). Он происходил из музыкальной семьи: его отец, Клифф Таунсенд, был профессиональным альт-саксофонистом в танцевальной группе Королевских ВВС The Squadronaires, а его мать, Бетти (урожденная Деннис), была певицей в оркестрах Sydney Torch и Les Douglass Orchestras. Брак Таунсендов был нестабильным, так как оба много пили и обладали вспыльчивым характером. Они расстались, когда Таунсенд был ещё маленьким, и его отправили жить к бабушке по материнской линии Эмме Деннис, которую Пит позже описал как «клинически безумную». Двухлетняя разлука закончилась, когда Клифф и Бетти купили вместе дом на Вудгрейндж-авеню в Актоне, и Пит счастливо воссоединился со своими родителями.
Таунсенд говорил, что у него было мало друзей в детстве, поэтому большую часть своего детства он проводил за чтением приключенческих романов, таких как «Путешествия Гулливера» и «Остров сокровищ» . Он любил частые поездки своей семьи на пляж и остров Мэн. Летом 1956 года, во время одной из таких поездок Таунсенд просмотрел фильм «Rock Around the Clock», что и вызвало у него увлечение американским рок-н-роллом.
Вскоре после этого он побывал на выступлении Билла Хейли в Лондоне, что стало первым увиденным концертом в жизни Таунсенда.
После сдачи экзамена «11+» Таунсенд был зачислен в Академию Арк Актон. Пит и его школьный друг Джон Энтвистл сформировали недолго просуществовавшую традиционную джазовую группу Confederates, в которой Таунсенд играл на банджо, а Энтвистл — на духовых инструментах. Confederates давали концерты в молодёжном клубе Congo, управляемом Конгрегационалистской церковью Актона, и исполняли каверы на песни Акера Билка, Кенни Болла и Лонни Донегана.
Не имея необходимых оценок для поступления в университет, Тауншенд столкнулся с выбором между художественной школой, музыкальной школой и работой. В конечном итоге он решил изучать графический дизайн в Илингском художественном колледже, поступив туда в 1961 году. В Илинге Тауншенд учился вместе с будущим гитаристом The Rolling Stones Ронни Вудом. В 1964 году Тауншенд бросил учёбу, чтобы полностью посвятить себя музыке.